# 井口昇
井口 昇（いぐち のぼる、1969年6月28日- ）は、日本の映画監督、俳優、AV監督。東京都出身。身長162cm、血液型:AB型。既婚。

## 来歴・人物
千代田工科芸術学園卒業後、イメージフォーラム映像研究所に学ぶ。学生時代に撮った8ミリ作品『わびしゃび』（1988年）がイメージフォーラムフェスティバルで審査員賞を受賞。平野勝之らのもとで撮影現場を経験し、アダルトビデオを経て一般映画作品を監督。映画やテレビドラマ、劇団大人計画の舞台などで、俳優としても活動している。
2007年、『片腕マシンガール』のヒットにより世界的に注目される。
4年間交際した一般人女性と2011年3月20日に入籍したことを自身のツイッターで報告した。
2011年、アメリカのテキサス州の映画祭「ファンタスティック・フェスト」に『電人ザボーガー』を出品し、ファンタスティック部門の監督賞を受賞した。
2014年、映画で活躍するアイドルを復活させるべく、アイドルグループ「ノーメイクス」をプロデュースした。

## 主な監督作品

### 映画
- ワンピース忠臣蔵 THE LAST OF 47 PICES Bプログラム 鉄球（1996年） - 監督
- 夜9時20分のワンピース キャプテン源さん（1998年） - 監督・出演
- クルシメさん（1998年）- 監督・脚本・撮影
- わたしとクルシメさん（1998年） - 監督・脚本・撮影
- 恋する幼虫（2003年） - 監督・脚本・撮影
- 帰ってきた!刑事まつり（2003年） -「アトピー刑事」監督
- 悪魔の刑事まつり（2004年） -「中身刑事」監督
- 楳図かずお恐怖劇場 まだらの少女（2005年）
- 猫目小僧（2005年）
- おいら女蛮（2006年） - 監督・脚本
- 卍（まんじ）（2006年） - 監督・脚本
- そんな無茶な!（2007年） -「おばあちゃんキス」監督
- 片腕マシンガール（2007年）- 監督・脚本
- ロボゲイシャ（2009年） - 監督・脚本
- 『きょーれつ! もーれつ! 古代少女ドグちゃんまつり! スペシャルムービー・エディション』（2009年、西村喜廣監督共同）
- 戦闘少女 血の鉄仮面伝説（2010年） - 監督
- 富江 アンリミテッド（2011年） - 監督
- 電人ザボーガー（2011年） - 監督
- 劇場版はらぺこヤマガミくん（2011年　西村喜廣監督、塩崎遵監督） - 監督・出演
- ゾンビアス（2012年） - 監督
- ABC・オブ・デス（2012年） - 「Fart」監督
- 怪談新耳袋 異形（2012年）- 監督
- デッド寿司（2013年） - 監督・脚本
- ヌイグルマーZ（2014年） - 監督・脚本
- ライヴ（2014年） - 監督
- 自傷戦士ダメージャー （2015年） - 監督・脚本・撮影・出演
- 変態団 （2015年）- 監督・脚本・撮影
- キネマ純情 （2016年） - 監督
- スレイブメン（2017年）[4]
- ゴーストスクワッド（2018年）- 監督・脚本・撮影
- ゲスに至る病（2018年）- 監督・脚本・撮影
- 覚悟はいいかそこの女子。- 監督
- 惡の華 (2019年) - 監督[5]
- 爆裂魔神少女 バーストマシンガール（2019年） - キャラクター制作
- IDOL NEVER DiES（2022年） - 監督・脚本
- 異端の純愛（2023年） - 監督・脚本・企画プロデュース[6]
- カニバさん・異端の純愛（2025年） - 監督・脚本[7][8]

### オリジナルビデオ
- 毒婦／妖しい炎（1999年）- 監督・脚本・撮影
- メインイベント 〜ミホカヨファイナル〜 脇澤美穂・納見佳容（SOD、2002年）

### テレビドラマ
- 怪談新耳袋（2004年 - 2006年、2008年、BS-i）
  - 第3シリーズ 花嫁さん編「正座する影」「ばあさんが来る」
  - 第5シリーズ 最終夜1「社長室」「へそくり」
  - 第5シリーズ 最終夜2「臭い」「大変やぁ」
  - 怪談新耳袋スペシャル「ぎぃ」
- ケータイ刑事 銭形泪・セカンドシーズン（2004年4月 - 9月、BS-i）
- ケータイ刑事 銭形零・ファーストシーズン（2004年10月 - 12月、BS-i）
- 恋する日曜日・セカンドシリーズ「僕の部屋から」（2005年、BS-i）
- ケータイ刑事 銭形雷・ファーストシーズン（2006年1月 - 6月、BS-i）
- 東京少女 第4話「ヤドカリ少女」（2006年、BS-i）
- ケータイ刑事 銭形海・ファーストシーズン（2007年7月 - 9月、BS-i）
- ショートフィルム道　スパイ道「スパイ救出作戦」（2007年、BS-i）
- 栞と紙魚子の怪奇事件簿（2008年1月 - 3月、日本テレビ）
- 週刊真木よう子 第3話「おんな任侠筋子肌」（2008年4月16日、テレビ東京） - 脚本
- 東京少女大政絢 第3話「恋忍者☆服部絢蔵」（2008年7月19日、BS-i）
- 東京少女岡本あずさ 第2話「追っかけ少女」（2008年11月8日、BS-i）
- 恋とオシャレと男のコ 第12話「ケータイ刑事になりたくて」（2009年6月20日、BS-TBS）
- ケータイ刑事 銭形命（2009年7月 - 9月、BS-TBS） - チーフ監督
- 古代少女ドグちゃん（2009年10月 - 12月、毎日放送）　原案・監督
- 古代少女隊ドグーンV（2010年10月 - 12月、毎日放送） - 原案・監督
- ウルトラゾーン（2012年）
- 神様のイタズラ（2013年、BS-TBS）
- 監獄学園（2015年10月 - 12月 、毎日放送）監督・脚本
- マジで航海してます。（2017年7月、毎日放送）
- 覚悟はいいかそこの女子。（2018年6月、毎日放送）監督
- 闇芝居(生) （2020年、テレビ東京） - 監督・脚本[9]
- 向かいのアイツ（2024年4月3日 - 、BS松竹東急）[10] 監督

### ネットドラマ
- 恋する星座（2009年4月6日 - 6月25日、TBSネット配信）
- BAD BUTT 悪魔の臀部（2012年）
- 爆烈軍団レネゲード レネゲー道 MISSION1-4 (2012年)
- 少女ピカレスク（2018年6月23日先行上映、ファミリー劇場CLUB） - 脚本・監督[11]
- FUN HOUSE（2018年）

### テレビアニメ
- 闇芝居（2014年）第2話『台所』監督・脚本
- 世界の闇図鑑（2017年）[12]
- それだけがネック（2020年）[13]

### ミュージック・ビデオ
- PUNCH LINE!（しょこたん❤でんぱ組）（2014年4月）

### アダルトビデオ
- 『極私的変態論 愛奴浣腸』（シネマジック　1992-02-21）
- 『素人家畜化計画 狂虐　寺島亜美』（シネマジック　1992）
- 『史上最強のエログロドキュメント ウンゲロミミズ』（V&R 1994-06-21）
- 『若妻黄金治療 糞尿汚染 卯月妙子』（ファミーホームソフト 1994-07-05）
- 『エログロドキュメント ウンゲロミミズ2』（V&R 1995-10-21）
- 『女校生スカトロ通信 ブルセラ浣腸　紺野霧子』（シネマジック　1996-03-15）
- 『女校生スカトロ通信 2 ブルセラ排泄教室　藤田めぐみ』（シネマジック　1996-09-13）
- 『看護婦エネマカルテ 永井春華』（シネマジック　1996-03-25）
- 『異常性癖 スカトロレズビアン』（シネマジック　1996-09-25）
- 『女校生スカトロ通信3 実習ダブル浣腸』（シネマジック　1996-10-18）
- 『連続エネマドキュメント 桃尻娘・激烈浣腸　五十嵐みすず』（シネマジック　1997-02-14）
- 『義母娘エネマエクスタシー 浣腸家族』（シネマジック　1997-04-11）
- 『初浣腸ドキュメント エネマの洗礼　芹美里』（シネマジック　1997-06-13）
- 『家庭教師&女校生　絶頂レズふんどし』（シネマジック　1997-08-22）
- 『検　便』（V&R　1997-11-02）
- 『恥じらいのキャンペーンガール　もてぎ涼香』（シネマジック　1997-12-19）
- 『失禁園 おもらし女校生　愛うらら』（シネマジック　1997-12-23）
- 『検　便　2　ユミとマリナの羞恥心』（V&R　1998-01-15）
- 『浣腸ハイスクール 恥じらいのスクール水着　安達ゆみか』（シネマジック　1998-02-13）
- 『浣腸テニスギャル　恥じらいのスコート　矢野美穂』（シネマジック　1998-04-10）
- 『エネマ旬報Vol.1　浣腸赤ずきんちゃん』（シネマジック　1998-05-15）
- 『エネマ旬報Vol.2　エネマはつらいよ』（シネマジック　1998-08-12）
- 『恥じらいのウエイトレス　浣腸デリバリー　西脇艶香』（シネマジック　1998-09-18）
- 『トリプルレズビアン　唇から愛液』（シネマジック　1998-11-27）
- 『OL恥じらい残業 浣腸オフィスラブ　星野とおこ』（シネマジック　1998-12-22）
- 『検　便　ミユキとエリカの秘密の儀式』（V&R　1999-02-15）
- 『検　便　ユウの恥じらい看護日誌』（V&R　1999-03-15）
- 『コスプレ連続エネマショー 浣腸バニーガール　水沢綾乃』（シネマジック　1999-03-26）
- 『となりのお姉さんはFカップ　麻丘里絵』（ビッグモーカル　1999-06-26）
- 『美少女ウンチ 良心的スカトロ入門編　山崎みどり』（SOD　1999-07-23）
- 『恥じらいの女たち　団地妻　濡れた下唇　ダメッ!いーぃ!ダメッ、あ゛ー!』（V&R　1999-07-24）
- 『OLレズビアン 百合の尻舐めずり』（シネマジック　1999-08-12）
- 『お な ら』（V&R　1999-08-15）
- 『恥じらいの女たち　美人令嬢　汚された果実』（V&R 1999-09-21）
- 『恥辱のエネマ実習 コスチューム浣腸 山本久美』（シネマジック　1999-10-15）
- 『恥じらいの女たち　美人令嬢　乱されて旋律』（V&R　1999-11-15）
- 『妹　便』（V&R　1999-11-15）
- 『こっちへおいでよ　広末奈緒』（ビッグモーカル　1999-09-26）
- 『トリプルレズビアン 尻百合の女』（シネマジック　1999-11-05）
- 『レズビアンコレクション 百合図鑑19　秋本那夜、工藤絵麻』（シネマジック　2000-01-14）
- 『妹　便　2』（V&R　2000-02-15）
- 『禁断の花園 〜くるみレズ地獄〜』（SOD　2000-03-05）
- 『人妻・エネマのよろめき 川奈まり子』（シネマジック　2000-03-17）
- 『エネマエクスタシー 愛浣の初夜　桜井ひかる』（シネマジック　2000-04-28）
- 『ピュアエンジェル　松沢ひとみ』（アトラス21　2000-04-29）
- 『野外露出恥帯』（シネマジック　2000-06-16）
- 『エネマの洗礼II　江田かおり』（シネマジック　2000-07-14）
- 『【若妻コレクター】枝垂桜 2　罠に堕ちた若妻』（トライハートコーポレーション　2000-07-21）
- 『こっちへおいでよ　青木沙彩』（ビッグモーカル　2000-08-23）
- 『プリティワイフ13　ボクのワイフはレースクイーン　かとりこのみ』（トライハートコーポレーション　2000-10-20）
- 『となりのお姉さんはFカップ　高見涼』（ビッグモーカル　2000-10-26）
- 『タマにはしゃぶりたい　小早川まりん』（トライハートコーポレーション　2000-11-23）
- 『美少女便器 ウンチのいけにえ　持田涼子』（SOD　2001-01-20）
- 『欲望回路　滝沢ゆう』（メディアステーション　2001-03-13）
- 『おしりの快感調教 痴女の淫尻　Shoko』（シネマジック　2001-03-16）
- 『スパンキング通信 おもらし女校生　手塚美紗』（シネマジック　2000-03-231）
- 『Sweet Days』（銀河映像　2001-04-30）
- 『綺麗なお姉さんもアブノーマル』（V&R　2001-06-27）
- 『昭和のアイドル　しのざきさとみ』（アリスJAPAN　2001-06-29）
- 『プリンは桃色　市井静香』（メディアステーション　2001-07-21）
- 『美少女排泄隊 コスプレ・スカドル5人組』（SOD　2001-08-09）
- 『制服エロトマニア　小林瑛里奈』（シネマジック　2001-8-10）
- 『綺麗なお姉さんもアブノーマル2』（V&R　2001-09-24）
- 『真・美少女ウンチ ロリータ便器』（SOD　2001-12-20）
- 『美少女浣腸日誌』（SOD　2002-11-20）
- 『禁断の花園 2 〜千咲レズ地獄〜』（SOD　2003-04-05）
- 『Sex Dolls 3　Girls Girls Girls』（h.m.p　2003-04-10）
- 『美少女調教レズ 〜はじめてのいたずら〜』（SOD　2003-06-20）
- 『美少女排泄学園』（SOD　2003-07-19）
- 『ミラクル・デュオ 〜日本的美少女たちの悩み〜』（SOD　2003-10-18）
- 『童貞(24歳)と処女(21歳) 初恋から初体験まで 佐倉美桜』（SOD　2003-10-18）
- 『日本的美少女ぶっかけ 第二章 佐倉美桜』（SOD　2003-11-20）
- 『美少女便器2　〜秘密のウンチ〜』（SOD　2003-12-04）
- 『平成女学園高等部 体力測定編 表&裏バージョン』（SOD　2003-12-04）
- 『美少女監禁調教 安寿』（SOD　2004-01-22）
- 『禁断の花園 3 桃レズ地獄』（SOD　2004-02-05）
- 『美少女排泄倶楽部』（SOD　2004-03-04）
- 『元祖デマンドの種』（SOD　2004-05-03）
- 『2004 マンスリーヌードカレンダー 06　海老原しのぶ』（アリスJAPAN　2004-06-11）
- 『禁断の関係　夏目ナナ』（SOD　2004-07-08）
- 『SHY　江口美貴』（SOD　2004-08-19）
- 『SHY 星乃まりん』（SOD　2004-10-07）
- 『SHY そあら』（SOD　2004-11-18）
- 『18禁　桃瀬えみる　アブナイ関係 THE 近親相姦』（SOD　2004-12-04）
- 『陵辱姉妹浣腸』（SOD・ヒビノ　2004-12-04）
- 『最終性器！ 夏目ナナ 〜究極のエロス〜』（SOD　2005-01-06）
- 『ラブ❤ドール　〜高級ダッチワイフが女優になっちゃいました〜』…第2部監督（ナチュラルハイ・2005）
- 『精液ぶっかけごっくんレイプ 水嶋友穂』（h.m.p　2006-08-21）
- 『レズセクハラ Vol.1』（V&R　2006-09-07）
- 『妹ドスケベ言葉責め 倖田梨紗』（h.m.p　2006-09-25）
- 『《超》口全ワイセツ 倖田梨紗?』（h.m.p　2006-10-21）
- 『萌エロ!デカパイお姉さん 竹内あい』（h.m.p　2006-12-21）
- 『僕のカノジョは女子高生双子姉妹』（V&R　2007-01-18）
- 『いなかっぺ少女レズビアン わたしも爆乳の胸がほしい…』（ヒビノ　2007-02-08）
- 『お姉様に犯されちゃった 乙音奈々』（h.m.p　2007-02-21）
- 『セレブお嬢様「パンツをお脱ぎ!」 倖田梨紗』（h.m.p　2007-02-25）
- 『Girls FUCK? 女だけの快感スイッチ?』（h.m.p　2007-04-21）
- 『初撮り×痴モデル「カたいのぉ〜○ 太いのっ！」　彩花ゆめ』（芳友舎　2007-05-25）
- 『《超》口全ワイセツ　竹内あい』（h.m.p　2007-06-21）
- 『み〜んなに犯られ連続絶頂!!　竹内あい』（h.m.p　2007-07-21）
- 『萌えシチュエーションでハメハメ 美花ぬりぇ』（h.m.p　2007-10-21）
- 『初中出し！絶品名器　あいかわゆら』（h.m.p　2008-01-21）
- 『巨乳Wキャスト 女教師の美獣ペット　明日花キララ&浜崎りお』（h.m.p　2008-10-21）
- 『ソフト・オン・デマンド役員シリーズ Vol.2　ザ・近親相姦　〜強盗に近親相姦を強制された家族〜』 （SOD　2009-01-22）
- 『ソフト・オン・デマンド役員シリーズ Vol.5　肥大化性器少女』（SOD　2009-04-18）

## 主な出演作品

### 映画
- グループ魂のでんきまむし（1999年、藤田秀幸監督）
- 連弾（2001年、竹中直人監督）
- マダムソーラン（2001年、藤原章監督）
- 忘れられぬ人々（2001年、篠崎誠監督）
- いたいふたり（2002年、斎藤久志監督）
- ラッパー慕情（2003年、藤原章監督）
- キューティーハニー（2004年、庵野秀明監督）
- 恋の門（2004年、松尾スズキ監督）
- 犬猫（2004年、井口奈己監督）
- サヨナラCOLOR（2004年、竹中直人監督）
- オッパイ星人（2005年、鈴木浩介監督）
- 山形スクリーム（2009年、竹中直人監督）
- 戦闘少女 血の鉄仮面伝説（2010年、井口昇坂口拓西村喜廣監督）
- ヘルドライバー（2011年、西村喜廣監督）
- ヌイグルマーZ（2014年、井口昇監督）
- 進撃の巨人 ATTACK ON TITAN（2015年、樋口真嗣監督）

### テレビドラマ
- 演歌なアイツは夜ごと不条理な夢を見る（1992年6月 - 7月、日本テレビ）
- 日曜日は終わらない （1999年、BS-i）
- まぶだちの女 （2003年、WOWOW）
- 週刊真木よう子 第4話「中野の友人」（2008年4月23日、テレビ東京） - 岡田 役
- 古代少女ドグちゃん（2009年、毎日放送） - カニ光線 役
- マジで航海してます。 第4話（2017年、毎日放送）

### オリジナルビデオ
- 『水戸拷悶 〜大江戸ひきまわし〜』（1992年、V&R　平野勝之監督）
- 『ザ・タブー 恋人たち』（1993年、V&R　平野勝之監督）
- 『ザ・ガマン しごけ!AV女優』（1993年、V&R　平野勝之監督）
- 『素人娘ナンパSM』1 - 3（1993年、シネマジック　平野勝之監督）
- 『ザ・きもだめし　飛んで火にいるAVギャル』（1994年、V&R 平野勝之監督）
- 『制服ゲリラ3』（1996年、JHV、平野勝之監督）
- 『東京〜礼文島41日間 自転車ツーリングドキュメント わくわく不倫旅行 200発もやっちゃった!』（1997年、V&R　平野勝之監督）
- 『水戸拷悶　不完全版』（1997年、V&R　平野勝之監督）
- 『聖母（マドンナ）のララバイ』（1997年　川村真一監督）
- 『ハメスカ5 松木りょう』（ワイルドサイド、北野雄二監督）

## 著作
- 恋の腹痛、見ちゃイヤ! イヤ!（2005年、太田出版）

## 雑誌連載
- コラム『監督よ、酒でも一緒に飲もうじゃないか』（この映画がすごい!、宝島社）
- 漫画『脳子の恋』（原作：井口昇、作画：中川翔子）（hon-nin、太田出版）- 2007年9月号より